# Diecezja Brejo
Diecezja Brejo (łac. Dioecesis Breiensis) – diecezja Kościoła rzymskokatolickiego w Brazylii. Należy do metropolii São Luís do Maranhão, wchodzi w skład regionu kościelnego Nordeste V. Została erygowana przez papieża Pawła VI bullą Pro apostolico w dniu 14 września 1971.

## Główne świątynie
- Katedra: Katedra Niepokalanego Poczęcia Najświętszej Maryi Panny w Brejo

## Biskupi diecezjalni
- Afonso de Oliveira Lima SDS (1971–1991)
- Valter Carrijo SDS (1991–2010)
- José Valdeci Santos Mendes (od 2010)